# Rajdowe Mistrzostwa Świata 1983
Rajdowe Mistrzostwa Świata w roku 1983 były 11 sezonem Rajdowych Mistrzostwach Świata FIA. Sezon składał się z 12 rajdów. Mistrzem świata kierowców rajdowych w roku 1983 został fiński kierowca Hannu Mikkola startujący samochodem Audi Quattro A2, drugi był Niemiec Walter Röhrl a trzeci Fin Markku Alén. Tytuł konstruktorów wygrała Lancia przed Audi i Oplem.

## Kalendarz[1]
W sezonie 1983 kalendarz rajdów mistrzostw świata, podobnie jak w ubiegłym, składał się z dwunastu rajdów. Jedyną zmianą było zastąpienie Rajdu Brazylii, Rajdem Argentyny.
| Runda | Data                | Nazwa rajdu                       | Zwycięzca       | Wyniki |
| ----- | ------------------- | --------------------------------- | --------------- | ------ |
| 1     | 22–29 stycznia      | 51. Rajd Monte Carlo              | Walter Röhrl    | Wyniki |
| 2     | 11–13 lutego        | 33. Rajd Szwecji                  | Hannu Mikkola   | Wyniki |
| 3     | 2–5 marca           | 17. Rajd Portugalii               | Hannu Mikkola   | Wyniki |
| 4     | 30 marca-7 kwietnia | 31. Rajd Safari                   | Ari Vatanen     | Wyniki |
| 5     | 5–7 maja            | 27. Rajd Francji                  | Markku Alén     | Wyniki |
| 6     | 30 maja-2 czerwca   | 30. Rajd Grecji                   | Walter Röhrl    | Wyniki |
| 7     | 25–28 czerwca       | 13. Rajd Nowej Zelandii           | Walter Röhrl    | Wyniki |
| 8     | 2–6 sierpnia        | 3. Rajd Argentyny                 | Hannu Mikkola   | Wyniki |
| 9     | 26–28 sierpnia      | 33. Rajd Finlandii                | Hannu Mikkola   | Wyniki |
| 10    | 2–8 października    | 25. Rajd San Remo                 | Markku Alén     | Wyniki |
| 11    | 25–30 października  | 15. Rajd Wybrzeża Kości Słoniowej | Björn Waldegård | Wyniki |
| 12    | 19–23 listopada     | 32. Rajd Wielkiej Brytanii        | Stig Blomqvist  | Wyniki |

## Zespoły i kierowcy
| Zespół                   | Producent | Samochód              | Opony | Kierowcy            | Rundy               |
| ------------------------ | --------- | --------------------- | ----- | ------------------- | ------------------- |
| Martini Racing           | Lancia    | 037 Rally             | P     | Walter Röhrl        | 1, 3, 5–7, 10       |
| Martini Racing           | Lancia    | 037 Rally             | P     | Markku Alén         | 1, 3, 5–6, 8–10     |
| Martini Racing           | Lancia    | 037 Rally             | P     | Jean-Claude Andruet | 1, 5                |
| Martini Racing           | Lancia    | 037 Rally             | P     | Adartico Vudafieri  | 3, 8                |
| Martini Racing           | Lancia    | 037 Rally             | P     | Attilio Bettega     | 5–7, 10             |
| Martini Racing           | Lancia    | 037 Rally             | P     | Francisco Mayorga   | 8                   |
| Martini Racing           | Lancia    | 037 Rally             | P     | Pentti Airikkala    | 9                   |
| Audi Sport               | Audi      | Quattro A1 Quattro A2 | M P   | Hannu Mikkola       | All                 |
| Audi Sport               | Audi      | Quattro A1 Quattro A2 | M P   | Michèle Mouton      | 1–10, 12            |
| Audi Sport               | Audi      | Quattro A1 Quattro A2 | M P   | Stig Blomqvist      | 1–3, 6–10, 12       |
| Audi Sport               | Audi      | Quattro A1 Quattro A2 | M P   | Lasse Lampi         | 2, 9, 11–12         |
| Audi Sport               | Audi      | Quattro A1 Quattro A2 | M P   | Franz Wittmann      | 3, 6                |
| Audi Sport               | Audi      | Quattro A1 Quattro A2 | M P   | Vic Preston         | 4                   |
| Audi Sport               | Audi      | Quattro A1 Quattro A2 | M P   | Shekhar Mehta       | 8                   |
| Audi Sport               | Audi      | Quattro A1 Quattro A2 | M P   | Rubén Luis di Palma | 8                   |
| Audi Sport               | Audi      | Quattro A1 Quattro A2 | M P   | Bernard Darniche    | 10                  |
| Audi Sport               | Audi      | Quattro A1 Quattro A2 | M P   | John Buffum         | 12                  |
| Rothmans Opel Rally Team | Opel      | Ascona 400 Manta 400  | M     | Ari Vatanen         | 1–2, 4, 6, 9–10, 12 |
| Rothmans Opel Rally Team | Opel      | Ascona 400 Manta 400  | M     | Henri Toivonen      | 1, 6, 9–10, 12      |
| Rothmans Opel Rally Team | Opel      | Ascona 400 Manta 400  | M     | Guy Frequelin       | 1, 5                |
| Rothmans Opel Rally Team | Opel      | Ascona 400 Manta 400  | M     | Rauno Aaltonen      | 4                   |
| Rothmans Opel Rally Team | Opel      | Ascona 400 Manta 400  | M     | Jimmy McRae         | 6, 12               |
| Renault Elf              | Renault   | 5 Turbo               | M     | Jean Ragnotti       | 1, 5–6              |
| Renault Elf              | Renault   | 5 Turbo               | M     | Jean-Luc Thérier    | 1, 3, 5             |
| Renault Elf              | Renault   | 5 Turbo               | M     | Bruno Saby          | 1, 5                |
| Renault Elf              | Renault   | 5 Turbo               | M     | François Chatriot   | 5                   |
| Team Nissan Europe       | Nissan    | 240RS                 | D     | Timo Salonen        | 1, 3–4, 6–7, 9, 12  |
| Team Nissan Europe       | Nissan    | 240RS                 | D     | Terry Kaby          | 3                   |
| Team Nissan Europe       | Nissan    | 240RS                 | D     | Shekhar Mehta       | 4, 6–7              |
| Team Nissan Europe       | Nissan    | 240RS                 | D     | Mike Kirkland       | 4                   |
| Team Nissan Europe       | Nissan    | 240RS                 | D     | Jayant Shah         | 4                   |
| Team Nissan Europe       | Nissan    | 240RS                 | D     | Tony Pond           | 5                   |
| Team Nissan Europe       | Nissan    | 240RS                 | D     | George Moschous     | 6                   |
| Team Nissan Europe       | Nissan    | 240RS                 | D     | Reg Cook            | 7                   |
| Team Nissan Europe       | Nissan    | 240RS                 | D     | Erkki Pitkänen      | 9                   |
| Team Nissan Europe       | Nissan    | 240RS                 | D     | Peter Geitel        | 12                  |
| Citroën Competitions     | Citroën   | Visa                  | M     | Maurice Chomat      | 1, 3, 6, 12         |
| Citroën Competitions     | Citroën   | Visa                  | M     | Alain Coppier       | 1, 3, 5–6, 9–10, 12 |
| Citroën Competitions     | Citroën   | Visa                  | M     | Christian Dorche    | 1–3, 5–6, 12        |
| Citroën Competitions     | Citroën   | Visa                  | M     | Philippe Wambergue  | 3, 6, 12            |
| Citroën Competitions     | Citroën   | Visa                  | M     | Christian Rio       | 3, 6, 12            |
| BMW Motul                | BMW       | M1                    | P     | Bernard Béguin      | 5                   |
| Jolly Club               | Lancia    | 037 Rally             | P     | Adartico Vudafieri  | 5, 10               |
| Jolly Club               | Lancia    | 037 Rally             | P     | Miki Biasion        | 10                  |
| Jolly Club               | Lancia    | 037 Rally             | P     | Tonino Tognana      | 10                  |
| Toyota Team Europe       | Toyota    | Celica TCT            | P     | Björn Waldegård     | 9, 11–12            |
| Toyota Team Europe       | Toyota    | Celica TCT            | P     | Juha Kankkunen      | 9, 11–12            |
| Toyota Team Europe       | Toyota    | Celica TCT            | P     | Per Eklund          | 11                  |

## Wyniki

### Klasyfikacja kierowców
Do klasyfikacji mistrza świata kierowców w sezonie 1983 zaliczane było pierwszych dziesięć miejsc zajętych w rajdzie (tylko kierowcy samochodów grupy A,B lub N) i punktowane one były według zasady:
| Pozycja | 1º | 2º | 3º | 4º | 5º | 6º | 7º | 8º | 9º | 10º |
| ------- | -- | -- | -- | -- | -- | -- | -- | -- | -- | --- |
| Punkty  | 20 | 15 | 12 | 10 | 8  | 6  | 4  | 3  | 2  | 1   |

W klasyfikacji na koniec sezonu uwzględniane było siedem z dwunastu najlepszych występów. Rajdy nie uwzględnione w końcowej klasyfikacji ujęto w nawiasach. 
| Miejsce | Kierowca                  | MCO  | SWE | POR | KEN | FRA | GRE | NZL | ARG | FIN | ITA | CIV | GBR | Pkt. |
| ------- | ------------------------- | ---- | --- | --- | --- | --- | --- | --- | --- | --- | --- | --- | --- | ---- |
| 1       | Hannu Mikkola             | (10) | 20  | 20  | 15  | –   | –   | –   | 20  | 20  | –   | 15  | 15  | 125  |
| 2       | Walter Röhrl              | 20   | –   | 12  | –   | 15  | 20  | 20  | –   | –   | 15  | –   | –   | 102  |
| 3       | Markku Alén               | 15   | –   | 10  | –   | 20  | 15  | –   | 8   | 12  | 20  | –   | –   | 100  |
| 4       | Stig Blomqvist            | 12   | 15  | –   | –   | –   | 12  | –   | 15  | 15  | –   | –   | 20  | 89   |
| 5       | Michèle Mouton            | –    | 10  | 15  | 12  | –   | –   | –   | 12  | –   | 4   | –   | –   | 53   |
| 6       | Ari Vatanen               | 8    | 6   | –   | 20  | –   | 10  | –   | –   | –   | –   | –   | –   | 44   |
| 7       | Attilio Bettega           | –    | –   | –   | –   | 10  | 8   | 12  | –   | –   | 12  | –   | –   | 42   |
| 8       | Lasse Lampi               | –    | 12  | –   | –   | –   | –   | –   | –   | 4   | –   | –   | 10  | 26   |
| 9       | Shekhar Mehta             | –    | –   | –   | –   | –   | 6   | 10  | 10  | –   | –   | –   | –   | 26   |
| 10      | Per Eklund                | –    | –   | –   | –   | –   | –   | –   | –   | 10  | –   | 12  | –   | 22   |
| 11      | Björn Waldegård           | –    | –   | –   | –   | –   | –   | –   | –   | –   | –   | 20  | –   | 20   |
| 12      | Adartico Vudafieri        | –    | –   | 8   | –   | 12  | –   | –   | –   | –   | –   | –   | –   | 20   |
| 13      | Timo Salonen              | –    | –   | –   | –   | –   | –   | 15  | –   | 3   | –   | –   | –   | 18   |
| 14      | Henri Toivonen            | 6    | –   | –   | –   | –   | –   | –   | –   | –   | 13  | –   | –   | 16   |
| 15      | Jimmy McRae               | –    | –   | –   | –   | –   | 3   | –   | –   | –   | –   | –   | 12  | 15   |
| 16      | Kalle Grundel             | –    | 8   | –   | –   | –   | –   | –   | –   | –   | –   | –   | 3   | 11   |
| 17      | Jayant Shah               | –    | –   | –   | 10  | –   | –   | –   | –   | –   | –   | –   | –   | 10   |
| 17      | Alain Ambrosino           | –    | –   | –   | –   | –   | –   | –   | –   | –   | –   | 10  | –   | 10   |
| 19      | Juha Kankkunen            | –    | –   | –   | –   | –   | –   | –   | –   | 6   | –   | –   | 4   | 10   |
| 20      | Bruno Saby                | 1    | –   | –   | –   | 8   | –   | –   | –   | –   | –   | –   | –   | 9    |
| 21      | Johnny Hellier            | –    | –   | –   | 8   | –   | –   | –   | –   | –   | –   | –   | –   | 8    |
| 21      | Reg Cook                  | –    | –   | –   | –   | –   | –   | 8   | –   | –   | –   | –   | –   | 8    |
| 21      | Pentti Airikkala          | –    | –   | –   | –   | –   | –   | –   | –   | 8   | –   | –   | –   | 8    |
| 21      | Miki Biasion              | –    | –   | –   | –   | –   | –   | –   | –   | –   | 8   | –   | –   | 8    |
| 21      | Eugène Salim              | –    | –   | –   | –   | –   | –   | –   | –   | –   | –   | 8   | –   | 8    |
| 21      | Russell Brookes           | –    | –   | –   | –   | –   | –   | –   | –   | –   | –   | –   | 8   | 8    |
| 27      | Franz Wittmann            | –    | –   | 4   | –   | –   | 4   | –   | –   | –   | –   | –   | –   | 8    |
| 28      | Antonio Zanini            | –    | –   | 6   | –   | –   | –   | –   | –   | –   | –   | –   | –   | 6    |
| 28      | Wolfgang Stiller          | –    | –   | –   | 6   | –   | –   | –   | –   | –   | –   | –   | –   | 6    |
| 28      | Tony Pond                 | –    | –   | –   | –   | 6   | –   | –   | –   | –   | –   | –   | –   | 6    |
| 28      | Possum Bourne             | –    | –   | –   | –   | –   | –   | 6   | –   | –   | –   | –   | –   | 6    |
| 28      | Franz Wurz                | –    | –   | –   | –   | –   | –   | –   | 6   | –   | –   | –   | –   | 6    |
| 28      | Dario Cerrato             | –    | –   | –   | –   | –   | –   | –   | –   | –   | 6   | –   | –   | 6    |
| 28      | John Buffum               | –    | –   | –   | –   | –   | –   | –   | –   | –   | –   | –   | 6   | 6    |
| 35      | Jean Ragnotti             | 4    | –   | –   | –   | –   | –   | –   | –   | –   | –   | –   | –   | 4    |
| 35      | Sören Nilsson             | –    | 4   | –   | –   | –   | –   | –   | –   | –   | –   | –   | –   | 4    |
| 35      | Manoj Shah                | –    | –   | –   | 4   | –   | –   | –   | –   | –   | –   | –   | –   | 4    |
| 35      | Jean-Sébastien Couloumiès | –    | –   | –   | –   | 4   | –   | –   | –   | –   | –   | –   | –   | 4    |
| 35      | Michael Bish              | –    | –   | –   | –   | –   | –   | 4   | –   | –   | –   | –   | –   | 4    |
| 35      | Ernesto Soto              | –    | –   | –   | –   | –   | –   | –   | 4   | –   | –   | –   | –   | 4    |
| 41      | Jean-Claude Andruet       | 3    | –   | –   | –   | –   | –   | –   | –   | –   | –   | –   | –   | 3    |
| 41      | Mikael Ericsson           | –    | 3   | –   | –   | –   | –   | –   | –   | –   | –   | –   | –   | 3    |
| 41      | Terry Kaby                | –    | –   | 3   | –   | –   | –   | –   | –   | –   | –   | –   | –   | 3    |
| 41      | Paul de Voest             | –    | –   | –   | 3   | –   | –   | –   | –   | –   | –   | –   | –   | 3    |
| 41      | Alain Coppier             | –    | –   | –   | –   | 3   | –   | –   | –   | –   | –   | –   | –   | 3    |
| 41      | Peter Watt                | –    | –   | –   | –   | –   | –   | 3   | –   | –   | –   | –   | –   | 3    |
| 41      | Jorge Recalde             | –    | –   | –   | –   | –   | –   | –   | 3   | –   | –   | –   | –   | 3    |
| 41      | Lucky                     | –    | –   | –   | –   | –   | –   | –   | –   | –   | 3   | –   | –   | 3    |
| 49      | Mikael Sundström          | –    | –   | –   | –   | –   | –   | –   | –   | 1   | –   | –   | 2   | 3    |
| 50      | Francis Serpaggi          | 2    | –   | –   | –   | –   | –   | –   | –   | –   | –   | –   | –   | 2    |
| 50      | Lars-Erik Walfridsson     | –    | 2   | –   | –   | –   | –   | –   | –   | –   | –   | –   | –   | 2    |
| 50      | Christian Dorche          | –    | –   | 2   | –   | –   | –   | –   | –   | –   | –   | –   | –   | 2    |
| 50      | Jean-Michel Guyot         | –    | –   | –   | –   | 2   | –   | –   | –   | –   | –   | –   | –   | 2    |
| 50      | Philippe Wambergue        | –    | –   | –   | –   | –   | 2   | –   | –   | –   | –   | –   | –   | 2    |
| 50      | Mike Cameron              | –    | –   | –   | –   | –   | –   | 2   | –   | –   | –   | –   | –   | 2    |
| 50      | Carlos Celis              | –    | –   | –   | –   | –   | –   | –   | 2   | –   | –   | –   | –   | 2    |
| 50      | Erkki Pitkänen            | –    | –   | –   | –   | –   | –   | –   | –   | 2   | –   | –   | –   | 2    |
| 50      | Bernard Darniche          | –    | –   | –   | –   | –   | –   | –   | –   | –   | 2   | –   | –   | 2    |
| 59      | Ola Strömberg             | –    | 1   | –   | –   | –   | –   | –   | –   | –   | –   | –   | –   | 1    |
| 59      | Marc Duez                 | –    | –   | 1   | –   | –   | –   | –   | –   | –   | –   | –   | –   | 1    |
| 59      | Jean-Louis Ravenel        | –    | –   | –   | –   | 1   | –   | –   | –   | –   | –   | –   | –   | 1    |
| 59      | Maurice Chomat            | –    | –   | –   | –   | –   | 1   | –   | –   | –   | –   | –   | –   | 1    |
| 59      | Gerardo Campo             | –    | –   | –   | –   | –   | –   | –   | 1   | –   | –   | –   | –   | 1    |
| 59      | Gabriele Noberasco        | –    | –   | –   | –   | –   | –   | –   | –   | –   | 1   | –   | –   | 1    |
| 59      | Mats Holmbom              | –    | –   | –   | –   | –   | –   | –   | –   | –   | –   | –   | 1   | 1    |

### Klasyfikacja zespołowa
W sezonie 1983 system punktacji producentów był taki sam jak w zeszłym roku. Składał się on z dwóch grup punktacji, które do siebie dodawano.
Wpierw punkty dla producenta zdobywał najwyżej sklasyfikowany samochód danej marki według klucza: 
| Pozycja | 1º | 2º | 3º | 4º | 5º | 6º | 7º | 8º | 9º | 10º |
| ------- | -- | -- | -- | -- | -- | -- | -- | -- | -- | --- |
| Punkty  | 10 | 9  | 8  | 7  | 6  | 5  | 4  | 3  | 2  | 1   |

Dodatkowe punkty były przyznawane dla najwyżej sklasyfikowanego samochodu danej marki za zajęcie miejsca od pierwszego do ósmego w swojej grupie, pod warunkiem, że dany zespół znalazł się w pierwszej dziesiątce w klasyfikacji generalnej, według klucza:  
| Pozycja | 1º | 2º | 3º | 4º | 5º | 6º | 7º | 8º |
| ------- | -- | -- | -- | -- | -- | -- | -- | -- |
| Punkty  | 8  | 7  | 6  | 5  | 4  | 3  | 2  | 1  |

Do klasyfikacji końcowej sezonu było branych siedem z dziesięciu najlepszych występów. Wyniki rajdów nie brane pod uwagę w końcowej klasyfikacji ujęto w nawiasach. Rajdy Szwecji i Wybrzeża Kości Słoniowej nie były brane pod uwagę podczas klasyfikacji zespołowej.
| Miejsce | Zespół          | MCO | POR | KEN | FRA | GRE | NZL | ARG  | FIN | ITA | GBR | Pkt |
| ------- | --------------- | --- | --- | --- | --- | --- | --- | ---- | --- | --- | --- | --- |
| 1       | Lancia          | 18  | 14  | –   | 18  | 18  | 18  | (10) | 14  | 18  | –   | 118 |
| 2       | Audi            | 14  | 18  | 16  | –   | 14  | –   | 18   | 18  | (6) | 18  | 116 |
| 3       | Opel            | 10  | (9) | 18  | 12  | 12  | –   | –    | 9   | 12  | 14  | 87  |
| 4       | Nissan          | –   | 4   | 12  | 8   | 8   | 16  | –    | 4   | –   | –   | 52  |
| 5       | Renault         | 6   | –   | –   | 10  | –   | –   | 11   | –   | –   | –   | 27  |
| 6       | Toyota          | –   | –   | 10  | –   | –   | –   | –    | 8   | –   | 6   | 24  |
| 7       | Subaru          | –   | –   | –   | –   | –   | 13  | –    | –   | –   | –   | 13  |
| 8       | British Leyland | –   | –   | –   | –   | –   | 11  | –    | –   | –   | –   | 11  |
| 8       | Volkswagen      | –   | –   | –   | –   | –   | –   | –    | –   | –   | 11  | 11  |
| 10      | Peugeot         | –   | –   | 10  | –   | –   | –   | –    | –   | –   | –   | 10  |
| 10      | Vauxhall        | –   | –   | –   | –   | –   | –   | –    | –   | –   | 10  | 10  |
| 12      | Mazda           | –   | –   | –   | –   | –   | 9   | –    | –   | –   | –   | 9   |
| 12      | Alfa Romeo      | –   | –   | –   | –   | –   | –   | –    | –   | 9   | –   | 9   |
| 14      | Citroën         | –   | 2   | –   | 5   | 2   | –   | –    | –   | –   | –   | 9   |
| 15      | Talbot          | –   | 8   | –   | –   | –   | –   | –    | –   | –   | –   | 8   |
| 16      | Mitsubishi      | –   | –   | –   | –   | –   | 7   | –    | –   | –   | –   | 7   |